# کدو حلوایی
کدو حلوایی به انگلیسی (Butternut squash) از گونه (Cucurbita moschata) گاهی کدو گردویی نیز گفته می‌شود گونه ای از کدو می‌باشد که صیقلی‌پوست و ناقوس‌شکل که عموماً یکطرف آن بزرگتر و پهنتر از طرف دیگر است و به رنگ زرد یا نارنجی است و گوشت آن زرد و نارنجی است، این کدو بسیار شیرین است و به همین خاطر به آن کدو حلوایی می‌گویند و در اول زمستان به دست می‌آید و جثه آن شبیه خربزه است.

## ارزش غذایی
| تشکیل دهنده اصلی | مقدار در۱۰۰ گرم |
| ---------------- | --------------- |
| انرژی (کالری)    | ۴۰ کیلوکالری    |
| کربوهیدرات       | ۱۰٫۴۹ گرم       |
| پروتئین          | ۰٫۹۰ گرم        |
| چربی             | ۰٫۰۹ گرم        |
| آب               | ۸۷٫۸۰ گرم       |
| فیبر             | ۳٫۲۰ گرم        |
| قند              | ۱٫۹۷ گرم        |
| کلسترول          | ۰٫۰۰ میلی‌گرم    |